# Jantje Fleischhut

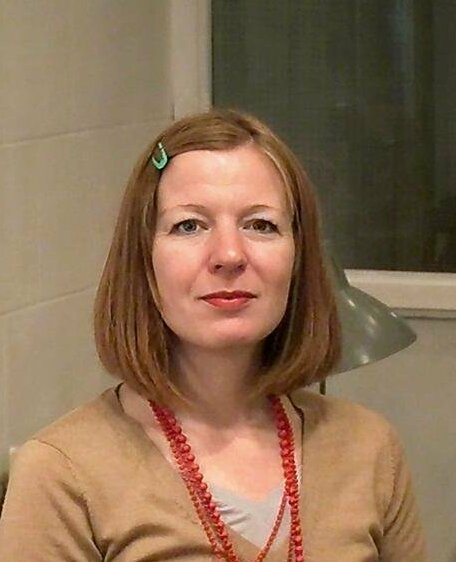
Jantje Fleischhut (2008)

Jantje Fleischhut (geb. 1972 in Wilhelmshaven) ist eine deutsche Schmuckdesignerin und Hochschullehrerin.

## Herkunft und Ausbildung
Jantje Fleischhut wurde 1972 in Wilhelmshaven geboren. Von 1991 bis 1993 besuchte sie die Goldschmiedeschule in Pforzheim. Im Anschluss absolvierte sie eine Ausbildung und arbeitete bis 1997 bei dem Hamburger Uhren- und Schmuckdesigner Georg Plum, wo die Arbeit durch eine extreme Präzision und das Motto Form follows function bei der Fertigung hochwertiger Unikatuhren, Uhrenprototypen für eine Schweizer Traditionsmarke sowie seriellen Schmucks geprägt war. Von 1997 bis 2000 studierte sie an der Gerrit Rietveld Academie in Amsterdam bei Ruudt Peters und Iris Eichenberg Schmuckdesign, 2002 schloss sie ein Masterstudium bei Marjan Unger am dortigen Sandberg Institute ab.

## Karriere

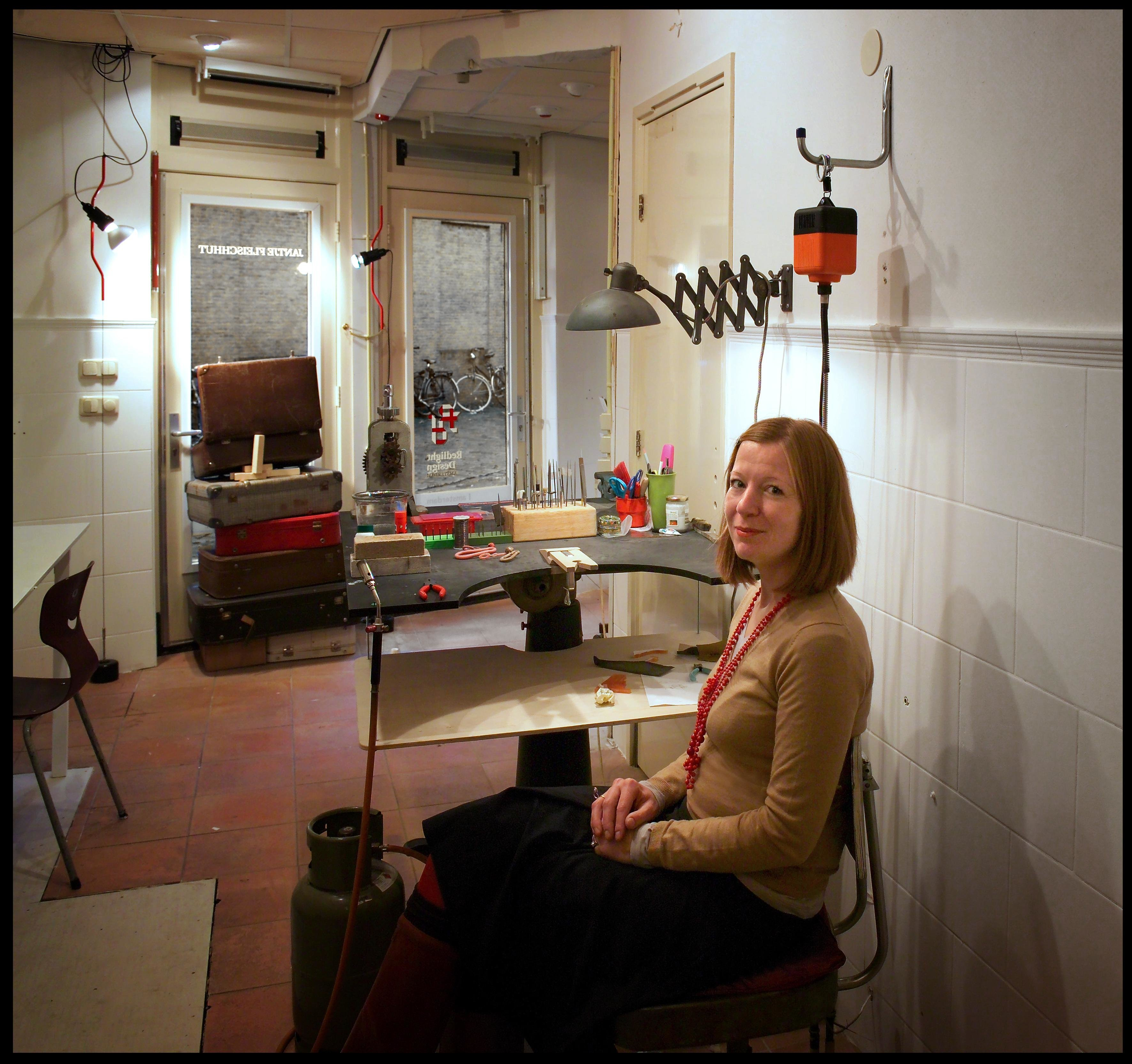
Jantje Fleischhuts in ihrer Werkstatt (2008)

2002 eröffnete sie ein eigenes Schmuckdesign-Studio in Amsterdam. Ihre Arbeiten sind in internationalen Galerien und vielen Museen vertreten.
Seit 2002 ist Fleischhut auch als Dozentin tätig, so in Halle (Saale), Idar-Oberstein, Arnheim, Maastricht, Tokio, Kopenhagen und Oslo.
Sie lehrte von 2007 bis 2016 im Post Industrial Design Course der Königlichen Akademie für bildende Künste in Den Haag und arbeitete bis 2016 im Schmuckdepartement an der Gerrit Rietveld Akademie in Amsterdam.
2016 wurde Fleischhut Professorin für Schmuckdesign mit Schwerpunkt New Craft Object Design an der Peter Behrens School of Arts der Hochschule Düsseldorf.
Die Kombination traditioneller und neuer technischer Herstellungsmethoden ist für sie zukunftweisend und wird auch in ihrer Lehre gefördert. Ihr Motto: Low tech meets high tech.

## Auszeichnungen
- 2008 Herbert-Hofmann-Preis
- 2000 End examine Prize, Marzee, NL

## Ausstellungen (Auswahl)
- 2014 How long is now (solo) – Gallery Rob Koudijs, Amsterdam, NL
- 2013 Gallery Ornamentum – Design Basel, CH
- 2013 Below sea level – Gallery Format, Oslo, N
- 2012 The Beauty Chase – Lieu Municipal d’art Contemporain, Lille, FR
- 2012 Girl with the Pearl Earring – Mikimoto, 6th floor Ginza, Tokyo, JP
- 2012 Synthetic Delight – Gallery Rob Koudijs, Amsterdam, NL
- 2011 Stedelijk Museum – Amsterdam, NL
- 2011 Gallery Ornamentum – Design Miami, USA
- 2010 Plastic Show – Velvet da Vinci Gallery, San Francisco, USA
- 2010 ‘Op Voorraad’ – Taiwan Designers’ week, Taipei, Taiwan
- 2009 Lost in translation and back to moon – Galerie Rob Koudijs, Amsterdam, NL
- 2009 Gallery Yu – Tokyo, Jp
- 2008 Gallery Ornamentum, New York, USA
- 2008 in Toplage —Museum für Angewandte Kunst Köln, D
- 2008 Golden Clogs/Dutch Mountains – Galerie Noel Guyomarc'h, Montreal
- 2008 Victoria and Albert Museum, London, UK
- 2007 Die weissen Berge – Galerie Vice Versa, Lausanne, CH
- 2007 klimt_gallery – openingshow, Barcelona, ES
- 2006 Juxtaposition – Studio Marijke, Padua, IT
- 2005 dutch diversity.2 – Lesly Craze Gallery, London, GB
- 2004 synchroom – galerie YU, Tokyo, JP
- 2003 wij zijn allen ruimtereizigers – Galerie Louise Smit, Amsterdam, NL
- 2002 Schmuck 54 – Gallery one, the Dick Institute, Scotland, UK
- 2002 Display – community artpurchase, Stedelijk Museum, Amsterdam, NL
- 2001 Jewellery Almere’s choice – de Pavilijons, Almere, NL
- 2000 communicatieprothesen – Galerie Louise Smit, Amsterdam, NL